# Perturbações da marcha
Perturbações da marcha se refere a dificuldades na locomoção com as pernas devido a lesões nos pés, pernas, músculos, lobo parietal, medula espinhal ou cóclea (responsável pelo sistema vestibular). Uma marcha saudável requer que o bom funcionamento de muitos cinco fatores orgânicas de forma integrada e harmônica: força muscular, coordenação motora, cinestesia (percepção de si mesmo), equilíbrio e articulações funcionais. Problema em qualquer dessas áreas pode gerar distúrbios na marcha.

## Classificação
Existem vários tipos de perturbações na marcha:
- Marcha propulsiva: Postura curvada com a cabeça e o pescoço enrijecidos inclinados para a frente;
- Marcha cruzada: Pernas flexionadas levemente, com os joelhos e as coxas encostando ou passando na frente um do outro durante o balançeamento
- Marcha arrastada: caminhada lenta e dura causada por contração muscular persistente de um ou ambos lado;
- Marcha desigual: com as pernas de tamanho diferentes, causando escoliose, forçando e lesionando muito um lado do corpo e enfraquecendo o outro;
- Marcha "de pato": pélvis para trás forçando o abdômen. Costuma surgir ainda na infância.

## Causas
Causas de cada
Marcha propulsiva

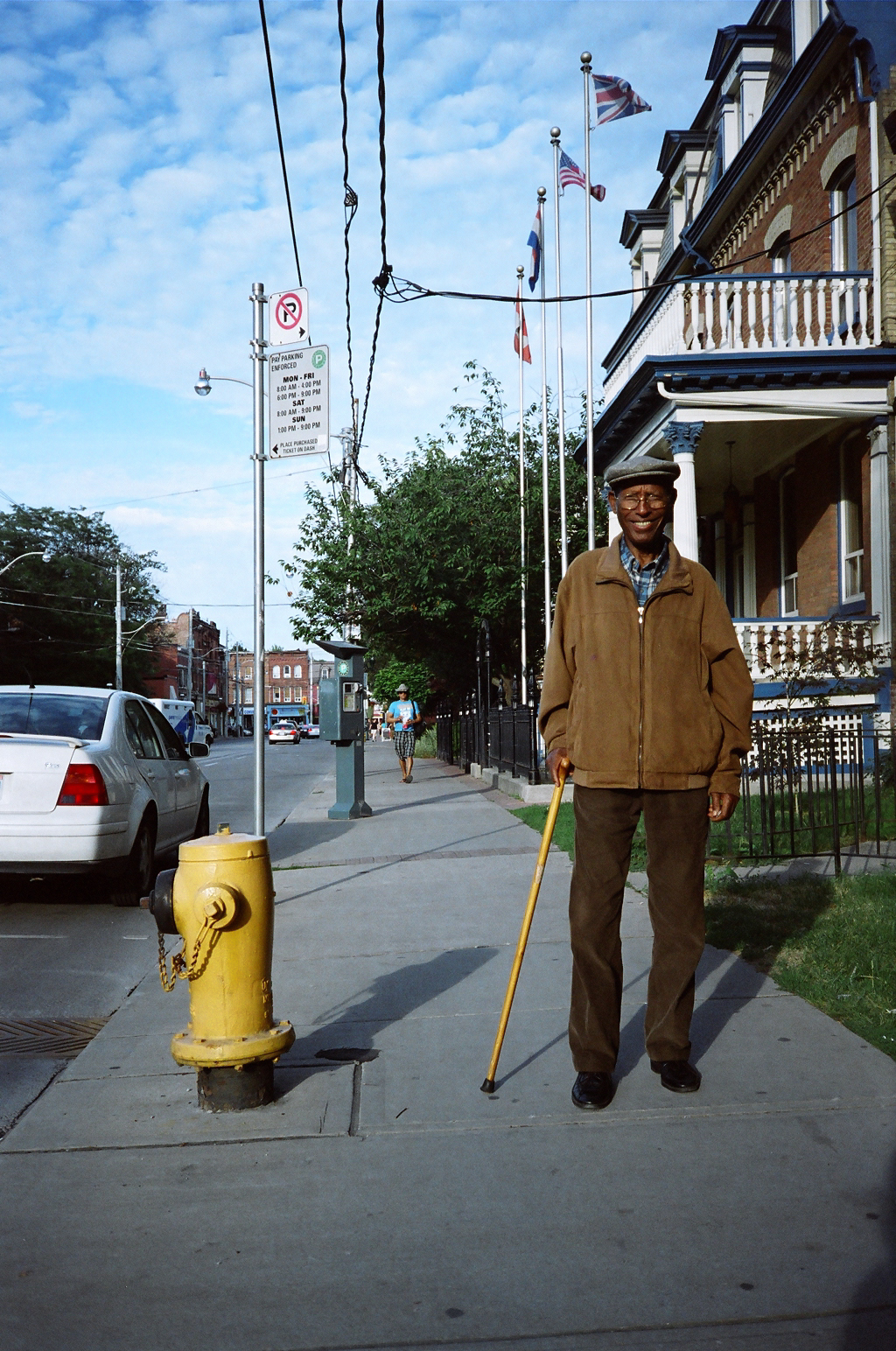
Artrites, fraturas e lesões por esforço repetitivo são as causas mais comuns

- Intoxicação por monóxido de carbono;
- Intoxicação por manganês;
- Doença de Parkinson;
- Uso de certas drogas, incluindo fenotiazinas, haloperidol, tiotixeno, loxapina, e metoclopramida (geralmente os efeitos da droga são temporários).

Espástica (tesoura) marcha
- Abscesso cerebral;
- Trauma cerebral ou tumor cerebral;
- Acidente vascular cerebral (AVC);
- Paralisia cerebral;
- Espondilose cervical com mielopatia (um problema com as vértebras do pescoço);
- Insuficiência hepática;
- Esclerose múltipla;
- Anemia perniciosa;
- Trauma raquimedular;
- Tumor na medula espinhal;
- Sifilítica meningomielite;
- Siringomielia.

Marcha arrastada
- Síndrome de Guillain-Barré;
- Hérnia de disco lombar;
- Esclerose múltipla;
- Miastenia muscular na tíbia;
- Neuropatia fibular;
- Poliomielite;
- Lesão medular.

Marcha "de pato"
- Displasia congênita de quadril;
- Distrofia muscular;
- Doença muscular (miopatia);
- Atrofia muscular espinal;
- Marcha atáxica ou de base ampla;
- Ataxia cerebelar aguda;
- Intoxicação alcoólica;
- Lesão cerebral;
- Danos às células nervosas do cerebelo;
- Medicamentos (ex: fenitoína);
- Polineuropatia (lesão de muitos nervos, como ocorre com diabetes);
- Lesões pélvicas.

Outros
- Transtorno dissociativo motor;
- Demências (como Mal de Alzheimer;
- Retardo mental;
- Depressão catatônica;
- Abuso de substâncias;
- Sonambulismo;
- Obesidade mórbida;
- Desnutrição ou desidratação grave;
- Gota;
- Osteoporose;
- Delirium.

## Prevalência
Mais de 30% das pessoas com mais de 65 anos ou mais tem grande dificuldade para andar três quarteirões ou subir um lance de escadas e cerca de 20% requerem o uso de algum auxílio para mobilidade (ex: andador, bengala, cadeira de rodas). Cerca de 35% dos maiores de 65 possuem alguma perturbação na marcha. A prevalência aumenta rapidamente com a idade. Um grande número de idosos são internados em asilos ou ambiente hospitalar por conta da dificuldade de locomoção. Entre 80-84 anos, a prevalência aumenta para 60%.

## Tratamento
O tratamento quase sempre requer um ortopedista e um fisioterapeuta. Pode também exigir cirurgia, médicos de outras áreas e terapia ocupacional. Próteses e acessórios como cadeiras de rodas podem tanto ser parte do tratamento como apenas para melhorar a qualidade de vida.